# Edme Antoine Charles Le Bascle d'Argenteuil
Pour les articles homonymes, voir Argenteuil.
Edme Antoine Charles Le Bascle, marquis d'Argenteuil, né le 19 avril 1721 à Montliot-et-Courcelles, mort le 28 août 1793 à Germersheim (Palatinat du Rhin), est un général et député de la Révolution française.

## États de service
Il entre de bonne heure au service, et il est fait chevalier de Saint-Louis en 1758. Il devient brigadier de cavalerie le 16 avril 1767, et maréchal de camp le 1er mars 1780. 
Le 31 mars 1789, il est élu député de la noblesse du bailliage de l'Auxois aux États généraux de 1789, par 88 voix sur 158 votants, contre 67 au baron du Bois-d'Aisy. Il se fait remarquer par son dévouement à la cause du trône, et il signe les protestations des 12 et 15 septembre 1791, contre les décrets de l'Assemblée.
À l'issue de la session, il émigre en Allemagne, et il rejoint l'armée des princes. Il meurt le 28 août 1793, à Germersheim.

## Distinctions
- Chevalier de l'ordre royal et militaire de Saint-Louis.

## Sources
- « Edme Antoine Charles Le Bascle d'Argenteuil », dans Adolphe Robert et Gaston Cougny, Dictionnaire des parlementaires français, Edgar Bourloton, 1889-1891 [détail de l’édition]
- Fiche sur Assemblée nationale
- Pierre Jullien de Courcelles, Dictionnaire historique et biographique des généraux français : depuis le onzième siècle jusqu'en 1822, tome 1, l’Auteur, 1823, 490 p. (lire en ligne), p. 360.
- Alex Mazas, Histoire de l'ordre royal et Militaire de Saint-Louis depuis son institution, jusqu'en 1830, Tome 1, Firmin Didot frère, Paris, 1860, p. 501.